# 拉思花鳚属
拉思花鳚属为鰕虎鱼目鰕虎鱼亚目塘鱧科下的一个属。

## 下属物种
- 利氏拉思花鳚(Ratsirakia legendrei)，為拉思花鳚属的唯一物種

## 扩展阅读
- 維基物種上的相關：拉思花鳚属